# 霍霍利夫卡 (波洛希区)
47°28′22″N 36°38′49″E / 47.47278°N 36.64694°E
霍霍利夫卡（烏克蘭語：Гоголівка）是位於烏克蘭東南部的村莊，由扎波羅熱州波洛希區的卡姆揚卡市鎮負責管轄。該村處於蓋丘爾河畔，始建於1970年，面積1.42平方公里，海拔高度151米，2001年人口431。